# 板野町立板野中学校
板野町立板野中学校（いたのちょうりつ いたのちゅうがっこう）は、徳島県板野郡板野町大寺字郡頭にある公立中学校。通称「板中（いたちゅう）」。

## 概要
板野町内唯一の中学校。板野町立板野東小学校、板野町立板野西小学校、板野町立板野南小学校の町内3つの小学校の全てから生徒が進学する。
- 2000年頃から校門前で生徒会による「朝の挨拶運動」活動を行っている[1]。

## 沿革
- 1961年（昭和36年）4月1日 - 板野中学校（板西中学校）、板野西中学校、（松阪中学校）、板野南中学校（栄中学校）が統合して板野中学校を設立
- 1962年（昭和37年）3月31日 - 第一期工事（普通教室）完成
- 1963年（昭和38年）3月20日 - 第二期工事（特別教室）完成
- 1964年（昭和39年）3月20日 - 第三期工事（管理棟、技術室）完成
- 1964年（昭和39年）4月9日 - 校歌制定
- 1965年（昭和40年）2月20日 - 体育館完成

## 基礎データ
最寄駅
- 四国旅客鉄道（JR四国）高徳線板野駅

## 部活動

### 文化部
- 人権部[2]
- 吹奏楽部
- 美術部

## 関連学校
- 板野町立板野東小学校
- 板野町立板野南小学校
- 板野町立板野西小学校

## 通学区域が隣接している学校
- 上板町立上板中学校
- 藍住町立藍住中学校
- 鳴門市大麻中学校
- 鳴門市瀬戸中学校
- 香川県東かがわ市立引田中学校